# Внерайонный город (Германия)

Внерайонные города на карте районов выделены жёлтым

Внерайонный город (нем. kreisfreie Stadt) — в структуре административного устройства Германии: город, не входящий в состав никакого района (нем. Kreis или Landkreis), то есть сам обладающий правами района (город, приравненный к району). В земле Баден-Вюртемберг такие города называются «городскими районами» (нем. Stadtkreis), которые не следует путать с районами или округами, существующими в крупных городах (нем. Stadtbezirk или просто Bezirk).
В других странах также существуют похожие структуры, например, город федерального значения, город областного подчинения или городской округ (Россия) или город центрального подчинения (Китай).

## Список
Всего в Германии насчитывается 106 внерайонных городов, включая города-земли ФРГ Берлин и Гамбург:
- Мекленбург-Передняя Померания
  - Росток
  - Шверин

- Бранденбург
  - Бранденбург-на-Хафеле
  - Котбус
  - Франкфурт-на-Одере
  - Потсдам

- Берлин
  - Берлин

- Саксония-Анхальт
  - Дессау
  - Галле
  - Магдебург

- Саксония
  - Хемниц
  - Дрезден
  - Лейпциг

- Тюрингия
  - Айзенах
  - Эрфурт
  - Гера
  - Йена
  - Зуль
  - Веймар

- Шлезвиг-Гольштейн
  - Фленсбург
  - Киль
  - Любек
  - Ноймюнстер

- Гамбург
  - Гамбург

- Нижняя Саксония
  - Брауншвейг
  - Дельменхорст
  - Эмден
  - Ганновер
  - Ольденбург
  - Оснабрюк
  - Зальцгиттер
  - Вильгельмсхафен
  - Вольфсбург

- Бремен
  - Бремен
  - Бремерхафен

- Северный Рейн-Вестфалия
  - административный округ Мюнстер
    - Ботроп
    - Гельзенкирхен
    - Мюнстер

  - административный округ Арнсберг
    - Бохум
    - Дортмунд
    - Хаген
    - Хамм
    - Херне

  - административный округ Детмольд
    - Билефельд

  - административный округ Кёльн
    - Ахен
    - Бонн
    - Кёльн
    - Леверкузен

  - административный округ Дюссельдорф
    - Дуйсбург
    - Дюссельдорф
    - Эссен
    - Крефельд
    - Мёнхенгладбах
    - Мюльхайм-ан-дер-Рур
    - Оберхаузен
    - Ремшайд
    - Золинген
    - Вупперталь

- Рейнланд-Пфальц
  - Франкенталь
  - Кайзерслаутерн
  - Кобленц
  - Ландау
  - Людвигсхафен
  - Майнц
  - Нойштадт
  - Пирмазенс
  - Шпайер
  - Трир
  - Вормс
  - Цвайбрюккен

- Гессен
  - административный округ Дармштадт
    - Дармштадт
    - Франкфурт-на-Майне
    - Оффенбах
    - Висбаден

  - административный округ Кассель
    - Кассель

- Баден-Вюртемберг
  - административный округ Карлсруэ
    - Баден-Баден
    - Гейдельберг
    - Мангейм
    - Карлсруэ
    - Пфорцхайм

  - административный округ Фрайбург
    - Фрайбург

  - административный округ Штутгарт
    - Хайльбронн
    - Штутгарт

  - административный округ Тюбинген
    - Ульм

- Бавария
  - административный округ Верхняя Бавария
    - Мюнхен
    - Ингольштадт
    - Розенхайм

  - административный округ Нижняя Бавария
    - Ландсхут
    - Пассау
    - Штраубинг

  - административный округ Верхний Пфальц
    - Амберг
    - Регенсбург
    - Вайден

  - административный округ Верхняя Франкония
    - Бамберг
    - Байройт
    - Кобург
    - Хоф

  - административный округ Средняя Франкония
    - Ансбах
    - Эрланген
    - Фюрт
    - Нюрнберг
    - Швабах

  - административный округ Нижняя Франкония
    - Ашаффенбург
    - Швайнфурт
    - Вюрцбург

  - административный округ Швабия
    - Аугсбург
    - Кауфбойрен
    - Кемптен
    - Мемминген

## Внерайонные города Германской Империи, Веймарской республики и нацистской Германии

### Городские районы Пруссии
- Восточная Пруссия
  - административный округ Кёнигсберг
    - Кёнигсберг (в 1945 году передан СССР)

  - административный округ Гумбиннен
    - Инстербург (в 1945 году передан СССР)
    - Тильзит (в 1945 году передан СССР)

  - административный округ Алленштейн
    - Алленштейн (в 1945 году передан Польше)
- Западная Пруссия
  - административный округ Данциг
    - Данциг (в 1919 году выделен в Вольный город Данциг)
    - Эльбинг (в 1945 году передан Польше)

  - административный округ Мариенвердер (с 1919 года — Западная Пруссия)
    - Грудзёндз (в 1919 году передан Польше)
    - Торунь (в 1919 году передан Польше)
- Позен (с 1920 — Позен-Западная Пруссия)
  - административный округ Позен
    - Позен (в 1920 году передан Польше)

  - административный округ Бромберг
    - Бромберг (в 1920 году передан Польше)
    - Шнайдемюль (в 1945 году передан Польше)
- Силезия
  - административный округ Лигниц
    - Лигниц (в 1945 году передан Польше)
    - Гёрлиц
    - Хиршберг (1922—1945, передан Польше)
    - Грюнберг (1922—1933)

  - административный округ Бреслау
    - Бреслау (в 1945 году передан Польше)
    - Бриг (1907—1945, передан Польше)
    - Швайдниц (1899—1945, передан Польше)
    - Вальденбург (1924—1945, передан Польше)

  - административный округ Оппельн (с 1920 года — Верхняя Силезия)
    - Оппельн (1899—1945, передан Польше)
    - Каттовиц (1899—1922, передан Польше)
    - Бойтен (1890—1922, передан Польше)
    - Гляйвиц (1897—1945, передан Польше)
    - Кёнигсхютте (1898—1922, передан Польше)
    - Ратибор (1904—1945, передан Польше)
    - Нейссе (1911—1945, передан Польше)
    - Гинденбург (1927—1945, передан Польше)
- Померания 
  - административный округ Кёслин
    - Кёслин (в 1945 году передан Польше)
    - Кольберг (в 1945 году передан Польше)
    - Штольп (в 1945 году передан Польше)

  - административный округ Штеттин
    - Штеттин (в 1945 году передан Польше)
    - Штаргард (в 1945 году передан Польше)

  - административный округ Штральзунд
    - Грайфсвальд (1913—2011)
    - Штральзунд (1874—2011)
- Бранденбург
  - административный округ Франкфурт
    - Франкфурт-на-Одере (с 1877 года)
    - Котбус (1886—1950, с 1954)
    - Ландсбверг-на-Варте (в 1945 году передан Польше)
    - Губен (1884—1950)
    - Форст (1897—1950)

  - административный округ Потсдам
    - Потсдам
    - Бранденбург-на-Хафеле (с 1881 года)
    - Шарлоттенбург (1877—1920, присоединён к Берлину)
    - Шпандау (1887—1920, присоединён к Берлину)
    - Шёнеберг (1899—1920, присоединён к Берлину)
    - Риксдорф (1899—1920, присоединён к Берлину)
    - Вильмерсдорф (1907—1920, присоединён к Берлину)
    - Лихтенберг (1908—1920, присоединён к Берлину)
    - Эберсвальде (1911—1950)
    - Виттенберге (1922—1950)
    - Ратенов (1925—1950)
- Саксония
  - административный округ Магдебург
    - Магдебург
    - Хальберштадт (1891—1952)
    - Ашерслебен (1901—1950)
    - Штендаль (1909—1950)
    - Кведлинбург (1911—1950)
    - Бург (1924—1950)
    - Зальцведель (до 1950 года)
    - Шёнебек (до 1950 года)

  - административный округ Мерзебург
    - Галле
    - Вайсенфельс (1899—1950)
    - Цайц (1901—1950)
    - Айслебен (1908—1950)
    - Наумбург (1914—1950)
    - Мерзебург (1921—1950)
    - Виттенберг (1922—1950)

  - административный округ Эрфурт
    - Эрфурт (с 1872)
    - Нордхаузен (1882—1950, до присоединения к Пруссии имперский город)
    - Мюльхаузен (1892—1950, до присоединения к Пруссии имперский город)
- Шлезвиг-Гольштейн
  - административный округ Шлезвиг
    - Киль (с 1883 года)
    - Альтона (в 1938 году присоединена к Гамбургу)
    - Фленсбург (с 1889 года)
    - Ноймюнстер (с 1901 года)
    - Вандсбек (1901—1938, присоединён к Гамбургу)
- Ганновер
  - административный округ Аурих
    - Эмден (с 1885 года)
    - Вильгельмсхафен (с 1919 года)

  - административный округ Штаде
    - Лее (1920—1924, присоединён к Везермюнде)
    - Геестемюнде (1922—1924, присоединён к Везермюнде)
    - Везермюнде (создан в 1924 году путём объединения Лее и Геестемюнде, в 1947 году он был переименован в Бремерхафен и передан Бремену)

  - административный округ Хильдесхайм
    - Хильдесхайм (1885—1974, до присоединения к Ганноверу столица княжества-епископства)
    - Гёттинген (1885—1964)
    - Гослар (1922—1972, до присоединения к Ганноверу имперский город)

  - административный округ Люнебург
    - Харбург (1885—1927, объединён с Вильгельмсбургом в Харбург-Вильгельмсбург, в 1938 году присоединён к Гамбургу)
    - Целле (1885—1973)
    - Люнебург (1885—1974)

  - административный округ Оснабрюк
    - Оснабрюк (с 1885 года, до присоединения к Ганноверу столица княжества-епископства)

  - административный округ Ганновер
    - Ганновер
    - Линден (1886—1920, присоединён к Ганноверу)
    - Хамельн (1923—1973)
- Вестфалия
  - административный округ Мюнстер
    - Мюнстер (до присоединения к Пруссии столица княжества-епископства)
    - Гельзенкирхен (с 1897 года)
    - Реклингхаузен (1901—1975)
    - Буер (1912—1928, присоединён к Гельзенкирхену)
    - Ботроп (с 1921 года)
    - Гладбек (1921—1975, 1975-1976)
    - Бохольт (1923—1975)
    - Кастроп-Рауксель (1928—1975)

  - административный округ Минден
    - Билефельд (с 1878 года)
    - Херфорд (1911—1969)

  - административный округ Арнсберг
    - Дортмунд (с 1875 года, до присоединения к Пруссии имперский город)
    - Бохум (с 1876 года)
    - Хаген (с 1887 года)
    - Виттен (1899—1975)
    - Хамм (с 1901 года)
    - Херне (с 1906 года)
    - Изерлон (1907—1975)
    - Люденшайд (1907—1969)
    - Хёрде (1911—1928, присоединён к Дортмунду)
    - Зиген (1923—1966)
    - Ванне-Айккель (1926—1975, присоединён к Херне)
    - Ваттеншайд (1926—1975, присоединён к Бохуму)
    - Люнен (1928—1975)
- Рейнская провинция
  - административный округ Аахен
    - Аахен (до присоединения к Пруссии имперский город)

  - административный округ Кёльн
    - Кёльн (до присоединения к Пруссии имперский город)
    - Бонн (с 1887 года)
    - Мюльхайм-на-Рейне (1901—1914, присоединён к Кёльну)

  - административный округ Дюссельдорф
    - Дюссельдорф
    - Бармен (в 1929 году объединён с Эльберфельдом в Вупперталь)
    - Эльберфельд (в 1929 года объединён с Барменом в Вупперталь)
    - Крефельд (с 1872 года)
    - Эссен (с 1873 года)
    - Дуйсбург (с 1874 года)
    - Мёнхенгладбах (с 1888 года)
    - Ремшайд (с 1888 года)
    - Золинген (с 1896 года)
    - Оберхаузен (с 1901 года)
    - Мюльхайм (с 1904 года)
    - Райдт (1907—1975, присоединён к Мёнхенгладбаху)
    - Хамборн (1911—1929, присоединён к Дуйсбургу)
    - Нойс (1913—1975)
    - Штеркраде (1917—1929, присоединён к Оберхаузену)
    - Остерфельд (1922—1929, присоединён к Оберхаузену)
    - Фирзен (1929—1970)

  - административный округ Кобленц
    - Кобленц (с 1887)

  - административный округ Трир
    - Трир
    - Саарбрюккен (с 1909 года)
- Гессен-Нассау
  - административный округ Кассель
    - Кассель
    - Ханау (1886—1974)
    - Фульда (1927—1974, до присоединения к Гессен-Касселю столица княжества-епископства)
    - Марбург (1929—1974)

  - административный округ Висбаден
    - Франкфурт-на-Майне (до присоединения к Пруссии вольный город)
    - Висбаден

### Самостоятельные городские округа Мекленбург-Шверина
В 1921 году статус самостоятельного городского округа (Selbständiger Stadtbezirk) получили Шверин, Росток, Гюстров и Висмар. В 1950 году Гюстров лишился этого статуса.
- Гюстров (1921—1950)
- Росток (с 1921 года)
- Шверин (с 1921 года)
- Висмар (1921—2011)

### Городские районы Мекленбург-Стрелица
В 1935 году статус городского района получили Нойбранденбург и Нойстрелиц, но в 1940 году оба были лишены этого статуса.
- Нойбранденбург (1935—1940)
- Нойстрелиц (1935—1940)

### Внеокружные города Саксонии
В 1874 году статус внеокружных городов (Bezirksfreie Stadt) был предоставлен Лейпцигу, Дрездену и Хемницу, в 1907 году к ним были добавлены Цвиккау и Плауен, в 1915 году — Мейссен, Фрайберг, Баутцен и Циттау. В 1924 году количество внеокружных городов было в несколько раз увеличено. В 1934-м году внеокружные города были реорганизованы в городские районы. После второй мировой войны все города получившие статус городских районов в 1915 и 1924 году были лишены его, к оставшимся был добавлен присоединённый к Саксонии Гёрлиц, в 1990-е годы городские районы были реорганизованы во внейрайонные города, в 2008 году статуса внейраонного города были лишены города получившие его в 1907 году.
- крейсгауптманство Лейпциг
  - Лейпциг (с 1874 года)
  - Дёбельн (1924—1946)
  - Митвайда (1924—1946)
  - Вурцен (1924—1946)
- крейсгауптманство Дрезден
  - Дрезден (с 1874 года)
  - Мейссен (1915—1946)
  - Фрайберг (1915—1946)
  - Фрайталь (1924—1946)
  - Пирна (1924—1946)
  - Радебойль (1924—1946)
  - Риза (1924—1946)
- крейсгауптманство Хемниц
  - Хемниц (с 1874 года)
  - Глаухау (1924—1946)
  - Меране (1924—1946)
- крейсгауптманство Баутцен
  - Баутцен (1915—1946)
  - Циттау (1915—1946)
- крейсгауптманство Цвиккау
  - Цвиккау (1907—2008)
  - Плауэн (1907—2008)
  - Ауэ (1924—1946)
  - Криммичау (1924—1946)
  - Райхенбах (1924—1946)
  - Вердау (1924—1946)

### Отдельные города Саксен-Кобург-Готы
Изначально статус отдельного города (Immediatstädte) имели Кобург, Гота, Ордруф и Вальтерхаузен. В 1920 году к ним был добавлен Целла-Меллис.
- Кобург
- Гота
- Ордруф
- Вальтерсхаузен
- Целла-Мелис

### Городские административные округа Саксен-Альтенбурга
В 1900 году статус городские административного округа (Verwaltungsbezirk der Stadt) получил Альтенбург.
- Альтенбург

### Самостоятельные города Шварцбург-Рудольштадт
В 1893 году статус самостоятельного города (Selbstständige Stadt) получил Рудольштадт.
- Рудольштадт

### Городские районы Шварцбург-Зондерхаузена
В 1912 году статус городских районов получили Зондерхаузен и Арнштадт
- Зондерсхаузен
- Арнштадт

### Городские районы Тюрингии
В 1922 году статус городского района получили крупнейшие города бывших княжеств Ройсс - Гера, Грейц, крупнейшие города бывшего Великого герцогства Саксен-Веймар-Айзенах - Веймар, Айзенах, Апольда и Йена, но лишились часть крупных городов герцогства Саксен-Кобург-Гота - Ордруф, Целла-Мелис и Вальтерсхаузен и часть крупных городов княжеств Шварцбург - Рудольштадт и Зондерхаузен. В 1926 году этот статус был возвращён Целле-Мелис, но через 10 лет был вновь лишён его. В 1950 году этого статуса лишились все кроме Геры, Йены и Веймара.
- Альтенбург
- Апольда
- Арнштадт
- Айзенах
- Гера
- Гота
- Грейц
- Йена
- Веймар
- Целла-Мелис

### Городские районы Анхальта
В 1933—1935 годах статус городского района получили Дессау, Бернбург, Кётен, Цербст, в 1950 году этого статуса лишились все кроме Дессау. В 1990-е годы городские районы были переименованы во внерайонные города.
- Дессау
- Бернбург
- Кётен
- Цербст

### Городские районы Брауншвейга
Изначально городским районом был Брауншвейг, в 1942 году этот статус получил так же Зальцгиттер.
- Брауншвейг
- Зальцгиттер

### Городские районы Ольденбурга
Изначально городскими районами Ольденбурга были Ольденбург, Евер и Фарель, в 1903 году к ним был добавлен Дельменхорст, в 1919 году — Рюстринген, в 1933 году Евер и Фарель лишились этого статуса, в 1937 году Рюстринген был присоединён к Вильгельмсхафену.
- Ольденбург
- Евер
- Фарель
- Дельменхорст
- Рюстринген

### Городские районы Гамбурга
В 1924 году статус городских районов получили Гамбург, Бергедорф, Куксхафен и Геестахт. В 1938 году Бергедорф был включён в городскую черту Гамбурга, а Куксхафен и Геестахт переданы Пруссии, первый лишился статуса в том же году, второй в 1977 году.
- Гамбург
- Бергедорф
- Куксхафен
- Геестахт

### Городские районы Бремена
- Бремен
- Бремерхафен
- Фегезак (до 1938 года, включён в городскую черту Бремена)

### Внерайонные города Шаумбург-Липпе
- Бюккебург (до 1934 года)
- Штадтхаген (до 1934 года)

### Внерайонные города Гессена
В 1938 году статус городского района получили Дармштадт, Гиссен, Майнц, Офеенбах и Вормс. После Второй мировой войны городские районы были переименованы во внерайонные города.
- Штаркенбург (центр — Дармштадт)
  - Дармштадт (с 1938 года)
  - Оффенбах (с 1938 года)

- Верхний Гессен (центр — Гиссен)
  - Гиссен (с 1938 года)

- Рейнгессен (центр — Майнц)
  - Майнц (с 1938 года)
  - Вормс (с 1938 года, до присоединения к Гессену имперский город)

### Внерайонные города Бадена
В 1939 году статус городского района получили Карлсруэ, Фрайбург, Констанц, Манхейм, Баден-Баден, Пфорцхайм и Хайдельберг. В 1953 году Констанц лишился этого статуса. После Второй мировой войны городские районы были переименованы во внерайонные города.
- земельный комиссарский округ Карлсруэ
  - Карлсруэ (с 1939 года)
  - Баден-Баден (с 1939 года)
  - Пфорцхайм (с 1939 года)
- земельный комиссарский округ Фрайбург
  - Фрайбург (с 1939 года)
- земельный комиссарский округ Констанц
  - Констанц (1939—1953)
- земельный комиссарский округ Манхейм
  - Мангейм (с 1939 года)
  - Хайдельберг (с 1939 года)

### Внерайонные города Вюртемберга
В 1938 году статус городского района получили Штутгарт, Хайльбронн и Ульм. После Второй мировой войны городские районы были переименованы во внейраонные города.
- Штутгарт
- Хайльбронн (с 1938 года, до присоединения к Вюртембергу имперский город)
- Ульм (с 1938 года, до присоединения к Вюртембергу имперский город)

### Город районного подчинения Баварии
Изначально статус городов районного подчинения (Kreisunmittelbare Stadt) получили Мюнхен, Ингольштадт, Розенхайм в Верхней Баварии, Ландсхут, Пассау, Штраубинг в Нижней Баварии, Амберг, Регенсбург, Вайден в Верхнем Пфальце, Бамберг, Байройт, Кобург, Хоф в Верхней Франконии, Ансбах, Эрланген, Фюрт, Нюрнберг, Швабах в Средней Франконии, Ашаффенбург, Швайнфурт, Вюрцбург в Нижней Франконии, Аугсбург, Кауфбойрен, Кемптен, Мемминген в Швабии, Франкенталь, Кайзерслаутерн, Ландау, Людвигсхафен, Нойштадт, Пирмазенс, Шпейер, Цвайбрюккен в Пфальце. Позднее количество городов районного подчинения было в полтора-два раза увеличено. В 1940 году города районного подчинения были переименованы в городские районы, получившие этот статус города его лишились, но вновь получили его в 1946—1949 годы, в 1972 году они вновь его лишились, городские районы были переименованы во внерайонные города.
- район Верхняя Бавария (центр — Мюнхен)
  - Мюнхен
  - Ингольштадт
  - Розенхайм
  - Бад-Райхенхалль (1929—1940, 1948—1972)
  - Фрайзинг (до 1940, 1946—1972, до присоединения к Баварии столица княжества-епископства)
  - Ландсберг-на-Лехе (1877—1940, 1948—1972)

- район Нижняя Бавария (центр — Ландсхут)
  - Ландсхут
  - Пассау (до присоединения к Баварии столица княжества-епископства)
  - Штраубинг
  - Деггендорф (1879—1940, 1948—1972)

- район Верхний Пфальц (центр — Регенсбург)
  - Амберг
  - Регенсбург (до присоединения к Баварии имперский город)
  - Вайден (с 1919 года)
  - Швандорф (1920—1940, 1948—1972)
  - Ноймаркт (1903—1940, 1949—1972)

- район Верхняя Франкония (центр — Байройт)
  - Бамберг (до присоединения к Баварии столица княжества-епископства)
  - Байройт
  - Кобург
  - Хоф
  - Форххайм (1889—1940, 1948—1972)
  - Кульмбах (1890—1940, 1945—1972)
  - Марктредвиц (1919—1940, 1948—1972)
  - Нойштадт-бай-Кобург (1920—1940, 1946—1972)
  - Бад-Родах (до 1940 года)
  - Зельб (1919—1940, 1946—1972)
  - Траунштайн (1876—1940, 1948—1972)

- район Средняя Франкония (центр — Ансбах)
  - Ансбах
  - Эрланген
  - Фюрт
  - Нюрнберг (до присоединения к Баварии имперский город)
  - Швабах
  - Динкельсбюль (до 1940 года, до присоединения к Баварии имперский город)
  - Айхштетт (до 1940, 1948—1972, до присоединения к Баварии столица княжества-епископства)
  - Ротенбург (до 1940, 1948—1972, до присоединения к Баварии имперский город)
  - Вайссенбург (до 1940, 1949—1972, до присоединения к Баварии имперский город)

- район Нижняя Франкония (центр — Вюрцбург)
  - Ашаффенбург
  - Швайнфурт (до присоединения к Баварии имперский город)
  - Вюрцбург (до присоединения к Баварии столица княжества-епископства)
  - Бад-Киссинген (1908—1940, 1948—1972)
  - Китцинген (до 1940, 1948—1972)
  - Кёнигсберг-ин-Байерн (до 1920 года)

- район Швабия (центр — Аугсбург)
  - Аугсбург (до присоединения к Баварии имперский город)
  - Кауфбойрен (до присоединения к Баварии имперский город)
  - Кемптен (до присоединения к Баварии имперский город)
  - Мемминген (до присоединения к Баварии имперский город)
  - Нойбург (до 1940, 1948—1972)
  - Диллинген (1878—1940, 1948—1972, до присоединения к Баварии столица княжества-епископства Аугсбург)
  - Донаувёрт (до 1940)
  - Гюнцбург (1872—1940, 1949—1972)
  - Линдау (1922—1940, 1948—1972, до присоединения к Баварии имперский город)
  - Ной-Ульм (1891—1940, 1948—1972)
  - Нёрдлинген (до 1940, 1948—1972, до присоединения к Баварии имперский город)

- район Пфальц (центр — Кайзерслаутерн)
  - Франкенталь (с 1920 года)
  - Кайзерслаутерн (с 1920 года)
  - Ландау (с 1910 года)
  - Людвигсхафен (с 1920 года)
  - Нойштадт (1920—1936, с 1945)
  - Пирмазенс (с 1920 года)
  - Шпайер (с 1920 года, до присоединения к Баварии имперский город)
  - Цвайбрюккен (с 1920 года)

### Эльзасс-Лотарингия (1873—1919)
- округ Нижний Эльзас
  - Страсбург
- округ Лотарингия
  - Мец

### Городские районы в рейхсгау (1938—1945)
- рейхсгау Данциг-Западная Пруссия (центр — Данциг)
  - административный округ Мариенвердер
    - Грауденц

  - административный округ Данциг
    - Данциг
    - Эльбинг
    - Готтенхафен
    - Зоппот

  - административный округ Бромберг
    - Бромберг
    - Торн

- рейхсгау Вартеланд (центр — Позен)
  - административный округ Позен
    - Позен

  - административный округ Гогензальца
    - Гнезен
    - Гогензальца
    - Леслау

  - административный округ Калиш (с 1941 года — административный округ Лицманштадт)
    - Калиш
    - Литцманштадт

- рейхсгау Судетенланд (центр — Рейхенберг)
  - административный округ Эгер
    - Эгер
    - Карлсбад

  - административный округ Ауссиг
    - Райхенберг
    - Аусиг

  - административный округ Троппау
    - Троппау

- рейхсгау Верхний Дунай (центр — Линц)
  - Линц
  - Штайр

- рейхсгау Нижний Дунай (центр — Кремс)
  - Кремс
  - Санкт-Пёльтен
  - Винер-Нойштадт

- рейхсгау Штирия (центр — Грац)
  - Грац

- рейхсгау Каринтия (центр — Клагенфурт)
  - Клагенфурт
  - Филлах

- рейхсгау Зальцбург (центр — Зальцбург)
  - Зальцбург

- рейхсгау Тироль-Форарльберг (центр — Инсбрук)
  - Инсбрук

## Городские районы ГДР

### Городские районы ГДР (1949—1952)
- Мекленбург (столица — Шверин)
  - Росток
  - Шверин
  - Штральзунд
  - Висмар

- Бранденбург (столица — Потсдам)
  - Потсдам
  - Бранденбург-на-Хафеле

- Саксония-Анхальт (столица — Магдебург)
  - Магдебург
  - Галле
  - Дессау
  - Хальберштадт

- Саксония (столица — Дрезден)
  - Лейпциг
  - Хемниц
  - Дрезден
  - Гёрлиц
  - Плауэн
  - Цвиккау
  - Шнеберг (с 1951 года)
  - Йохангеоргенштадт (с 1951 года)

- Тюрингия (столица — Эрфурт)
  - Веймар
  - Эрфурт
  - Гера
  - Йена

### Городские районы ГДР (1952—1990)
- округ Росток
  - Росток
  - Грайфсвальд
  - Штральзунд
  - Висмар

- округ Нойбранденбург
  - Нойбранденбург

- округ Шверин
  - Шверин

- округ Потсдам
  - Потсдам
  - Бранденбург-на-Хафеле

- округ Франкфурт
  - Франкфурт-на-Одере (с 1952 года)
  - Айзенхюттенштадт (с 1953 года)
  - Шведт (с 1961 года)

- округ Котбус
  - Котбус (с 1954 года)

- округ Магдебург
  - Магдебург

- округ Галле
  - Галле
  - Галле-Нойштадт (с 1967 года)
  - Дессау

- округ Лейпциг
  - Лейпциг

- округ Дрезден
  - Дрезден
  - Гёрлиц

- округ Карл-Маркс-Штадт
  - Карл-Маркс-Штадт
  - Йохангеоргенштадт (1951—1957)
  - Шнеберг (1951—1958)
  - Плауэн
  - Цвиккау

- округ Эрфурт
  - Эрфурт
  - Веймар

- округ Гера
  - Гера
  - Йена

- округ Зуль
  - Зуль (с 1967 года)